# Stilapex suzuki
Stilapex suzuki is een slakkensoort uit de familie Eulimidae. De wetenschappelijke naam is gepubliceerd in 1991 door Habe.